# Underglimpses, and Other Poems
Underglimpses, and Other Poems – tomik irlandzkiego poety Denisa Florence’a McCarthy’ego, opublikowany w 1857. W tomiku znalazły się między innymi wiersze The Arraying of May, The Search for May, The Tidings, Welcome May, The Meeting of the Flowers, The Progress of the Rose, The Bath of the Streams, The Flowers of the Tropics i The Awakening.